# Morten Rasmussen
Morten Nicolas Rasmussen (Copenhague, Dinamarca, 31 de enero de 1985), exfutbolista danés, que se desempeña como delantero. Es el máximo goleador histórico de la Superliga de Dinamarca con 145 goles. Fue internacional con la Selección de Dinamarca.

## Selección nacional
Ha sido internacional con la Selección de fútbol de Dinamarca, ha jugado 3 partidos internacionales.

## Clubes
| Club              | País      | Año           |
| ----------------- | --------- | ------------- |
| AGF Aarhus        | Dinamarca | 2002-2006     |
| Brøndby IF        | Dinamarca | 2006-2010     |
| Celtic de Glasgow | Escocia   | 2010-2011     |
| Sivasspor         | Turquía   | 2011-2012     |
| FC Midtjylland    | Dinamarca | 2012-2016     |
| AGF Aarhus        | Dinamarca | 2016-Presente |

## Palmarés

### Campeonatos nacionales
| Título            | Club       | País      | Año  |
| ----------------- | ---------- | --------- | ---- |
| Copa de Dinamarca | Brøndby IF | Dinamarca | 2008 |